# Тип 81
Тип 81 представља самоходни 122 mm-ски вишецевни бацач ракета (СХВБР) произведен од стране Народне Републике Кине за потребе Народно ослободилачке армије копнених снага.
Овај систем представља варијанту чувеног системе БМ-21 Град. Тип 81 представља први у породици кинеских самоходних вишецевних бацача у калибру 122 mm.
Ротационо стабилизована ракета изпаљена из система Тип 81 може бити наоружана високо-експлозивном бојевом главом или парчадно експлозивном бојевом главом састављеном од челичних елемената.

## Варијанте

### Тип 81
Тип 81 чини лансер са 40 лансирних цеви који се поставља на ОКУ261 Хонјан 6X6 камионској шасији.

### Тип 83
Тип 83 чини лансер са 24 лансирне цеви који се поставља 6X6 камионској шасији.

### Тип 89
Тип 81 чини лансер са 40 лансирних цеви који се поставља оклопљеној шасији која је пратећи део самоходне хаубице Тип 83. Све ракете се могу испалити за свега 20 секунди. Лансер је постављен на задњој страни уз помоћни пакета за поновно пуњење.

### Тип 90
Тип 90 чини лансер са 40 лансирних цеви који се поставља на Тиема СЦ2030 6X6 камион. Камион такође носи пакет са пуњењем од 40 додатних ракета; лансер који се поново пуни у року од 3 минута.

### Тип 90А
Тип 90А представља унапређену верзију система Тип 90. Лансер са 40 лансирних цеви који се поставља на Тиема СЦ2030 6X6 камион, поседује унапређену контролу ватре, а цела батерија вишецевних бацача ракета може бити контролисана из само једног командног возила. Израђен је од стране фирме Норико.

### Тип 90Б
Тип 90Б представља унапређену верзију система Тип 90А. Лансер са 40 лансирних цеви који се поставља се на Беифанг Бенчи 6X6 камион. Систем доима додатак у виду ВЗ551 извиђачког возила, а командно возило има побољшане системе управљања командама и ватром.

### ПР 50 СХВБР
Последња серија ове верзије, саима увећану моћ за око 25% због повећања броја лансирних цеви на 50 у односу на оригинални модел са 40 цеви. Укључује карактеристике серија ВС СХВБР тако да трошкови рада и укупни животни циклус коштају за оба. Такође је уграђена карактеристика која потиче из типа 90Б, што омогућава усвајање ракета различитих домета, тако да ПР50 има широк опсег од 20 km до 40 km. Кинеска ознака за ПР50 СХВБР је Ша Чен Бао (沙尘暴), што значи Пешчана олуја, а систем је имао свој јавни деби 2006. године на 6. Кинеској међународној Авио Космичкој изложби.

### СР-4
Представља развојни модел система Тип 81, који садржи 40 цеви распоређених у два силоса. Домет је 50 km.

### СР-5
СР-5 вишецевни бацач ракета који је имао сваоје прво представљање јавности 2012. на Еуросатири изложби, сличан је моделу ХИМАРС, СР-5 је потпуно компијутеризован и дигитализован систем са модуларним концептом дизајна како би омогућио да се ракете серије 122 mm и 220 mm ракете усвоје на једној шасији, користећи исте системе за контролу ватре и подршку, стога значајно смањује оперативне трошкове.
СР-5 је извезен у Алжир, Бахреин и Венецуелу.

### СР-7
СР-7 је нижа варијанта, са двадесет цеви из којих се испањују ракета у два калибра од 122 mm или шест ракета од 220 mm. Максимални домет је 50 km за ракете од 122 mm и 70 km за ракету од 220 mm.